# Patrick Stenzel Rasmussen
Patrick Stenzel Rasmussen er en dansk fodbolddommer, der siden 2018 har dømt kampe i den danske 1. division. Han har tidligere været dommer i 2. division.